# Lea Sistonen
Lea Tuulikki Sistonen, född 2 november 1959 i Joensuu, är en finländsk cellbiolog. 
Sistonen verkade från 1984 som forskare vid institutionen för biologi vid Åbo Akademi och innehade forskartjänster vid Finlands Akademi 1986–2000. Hon blev filosofie doktor vid Helsingfors universitet 1990 och tjänstgjorde vid Northwestern University i USA 1990–1993. Hon var gruppledare vid Åbo bioteknikcentrum 1998–2000, professor i molekylärbiologi vid universitetet i Bergen 1998–1999, blev professor i cell- och molekylärbiologi vid Åbo Akademi 2000 och tilldelades av Finlands Akademi en femårig akademiprofessur 2004. Hon har främst bedrivit forskning om regleringen av de skyddsproteiner som produceras av celler särskilt som svar på olika stressfaktorer, till exempel värmechocker, och (tillsammans med maken John Eriksson) de signalsystem som avgör om celler fortlever eller går in i så kallad apoptos (kontrollerad celldöd).